# NGC 1461
NGC 1461 је лентикуларна галаксија у сазвежђу Еридан која се налази на NGC листи објеката дубоког неба.
Деклинација објекта је - 16° 23' 34" а ректасцензија 3h 48m 27,1s. Привидна величина (магнитуда) објекта NGC 1461 износи 11,8 а фотографска магнитуда 12,8. Налази се на удаљености од 17,1000 милиона парсека од Сунца. NGC 1461 је још познат и под ознакама MCG -3-10-47, PGC 13881.